# Goyang Kookmin Bank FC
El Goyang Kookmin Bank FC fou un club de futbol sud-coreà de la ciutat de Goyang.

## Història
El club va ser fundat l'1 de febrer de 1972, i competí en competicions amateurs, amb notable èxit. L'any 1983 fou membre fundador de la K-League. Abandonà aquesta lliga en finalitzar la temporada 1984, retornant a la competició amateur. La crisi feu desaparèixer el club el desembre de 1997. El 28 de febrer de 2000, el Kookmin Bank decidí tornar a reconstruir el club. L'any 2003 ingressà a la recent creada National League, la segona divisió sud-coreana. Inicialment el club estava ubicat a la ciutat de Gimpo, traslladant-se més tard a Goyang, adoptant el nom Goyang Kookmin Bank.

## Palmarès
- National League
  - 2003, 2004, 2006

- Korea National League Championship
  - 2009

- Copa President sud-coreana de futbol
  - 1973, 1983, 1986, 1990, 1995, 2003

- Campionat sud-coreà de futbol
  - 1978

## Futbolistes destacats
- Cho Se-Kwon
- Hwang Yeon-Seok